# هیدروژن یدید
هیدروژن یدید (به انگلیسی: Hydrogen iodide) که به نام هیدرویدیک اسید هم شناخته می‌شود؛ یک ترکیب شیمیایی با شناسه پاب‌کم ۲۴۸۴۱ است. شکل ظاهری این ترکیب، گاز بی‌رنگ است.

## ساختار شیمیایی
هیدروژن یدید یک ماده مولکولی است که از واحدهای سازنده H-I ساخته شده است. در مولکول‌های این ماده، یک اتم هیدروژن و یک اتم ید با پیوند کووالانسی ساده (یگانه) به یک‌دیگر متصل شده‌اند.

## خواص فیزیکی
مولکول‌های هیدروژن یدید به دلیل پیوند قطبی بین اتم‌های‌شان (در نتیجه اختلاف الکترونگاتیوی بین هیدروژن و ید)، دارای قطبیت هستند. بنابراین نیروی جاذبه‌ای بین این مولکول‌ها از نوع نیروهای لاندن و دوقطبی-دوقطبی است. نتیجه این نیروهای جاذبه، نقطه ذوب 51- درجه سلسیوس و نقطه جوش 35- درجه سلسیوس برای هیدروژن یدید و حالت گازی آن است. قطبیت مولکول‌های هیدروژن یدید باعث می‌شود که در آب حل شود؛ ضمن این‌که هنگام انحلال، مولکول‌ها به یون‌های هیدروژن (+H) و یدید (-I) تفکیک می‌شوند.

## خواص شیمیایی
مهم‌ترین ویژگی شیمیایی هیدروژن یدید، خصلت اسیدی آن است که پس از انحلال در آب و یونش، موجب افزایش مقدار و غلظت یون‌های هیدرونیوم (H3O+) می‌شود؛ به همین دلیل، هیدروژن یدید محلول در آب را «هیدرویدیک اسید» می‌خوانند. از آن‌جا که یونش کامل صورت می‌گیرد، این ماده در آب یک اسید قوی محسوب می‌شود.
ویژگی شیمیایی دیگر هیدروژن یدید، خاصیت کاهندگی آن است. از آن‌جا که ید در کم‌ترین حالت اکسایش قرار دارد، می‌تواند با اکسایش به ید مولکولی و حتی حالت‌های اکسایش مثبت، نقش کاهنده را ایفا نماید.

## روش‌های تهیه
هیدروژن یدید را می‌توان از واکنش مستقیم بین هیدروژن و ید تهیه کرد.
باید بدانیم که بر خلاف هیدروژن فلوئورید و هیدروژن کلرید، نمی‌توان هیدروژن یدید را از واکنش نمک یدید و سولفوریک اسید تهیه نمود، زیرا یون یدید، توسط سولفوریک اسید اکسید می‌شود و گوگرد، دی‌هیدروژن سولفید و همین‌طور گوگرد دی‌اکسید ایجاد می‌شود.
دیگر روش تهیه این ماده، واکنش فسفر قرمز، ید و مقدار کمی از آب است که به تولید هیدروژن یدید و فسفرو اسید می‌انجامد.